# Vision de Gottschalk

Armoiries du duché d'Holstein, Saint Empire romain germanique

La vision de Gottschalk (Visio Godeschalci) est un texte religieux datant de l'an 1189, soit du Moyen Âge classique. 
Cette vision relate le voyage dans l'au-delà de Gottschalk sur une période de 5 jours, alors qu’il est gravement malade et entre la vie et la mort. Ce dernier ne visite pas la cité de dieu, mais l'enfer et le purgatoire qu'il décrit amplement. Le protagoniste est un paysan du comté d'Holstein (Grafschaft Holstein), aussi nommé Schleswig, dans le Saint Empire romain germanique. Ce texte provient des idées d’un laïc, alors que les visions sont généralement appropriées par les clercs. Il offre un point de vue unique, celui de Gottschalk, soit un mélange de la chrétienté et de la mythologie païenne germanique.  
La version utilisée dans le cadre de cette recherche est la B, soit Visio Godeschalci. Écrite à la première personne comme s’il s’agissait d’une confession directe, elle comprend en plus des commentaires de l’auteur en entrée de jeu et en conclusion. Elle est traduite en français à partir du latin par le médiéviste Claude Lecouteux.  

## Nature de l'œuvre
Il existe deux versions de la vision de Gottschalk. La première, la version A (Godeschalcus) est plus exhaustive, tandis que la B (Visio Godeschalci) est plus courte. Les deux sont mises à l’écrit à la suite du témoignage oral de Gottschalk, paysan illettré, probablement par des membres du clergé, spécifiquement par des moines. En effet, leurs commentaires en introduction et en conclusion laissent transparaître une connaissance savante et une foi profonde envers le dogme chrétien. Le texte A aurait été écrit avant la seconde version, selon leur éditeur scientifique Erwin Assmann. Les deux divergent beaucoup dans  leurs formulations, mais présentent néanmoins les mêmes détails selon le médiéviste Peter Dinzelbacher. Sans entrer dans un débat questionnant l’authenticité de l’expérience vécue par le paysan, il est pertinent de se demander quels impacts les différentes étapes de sa composition ont-elles eu sur les versions que nous possédons aujourd’hui. Plus précisément, le caractère inconsistant de la transmission orale à l’écriture, jumelée à l’influence personnelle de l’auteur, dans ce cas un membre du clergé, a inévitablement eu une influence sur la composition de celui-ci. De plus, il est important de garder à l’esprit que le témoignage de Gottschalk est non seulement mis à l'écrit, mais aussi linguistiquement (latin) et intellectuellement adapté afin de correspondre au standard attendu des textes religieux.

## Genre littéraire

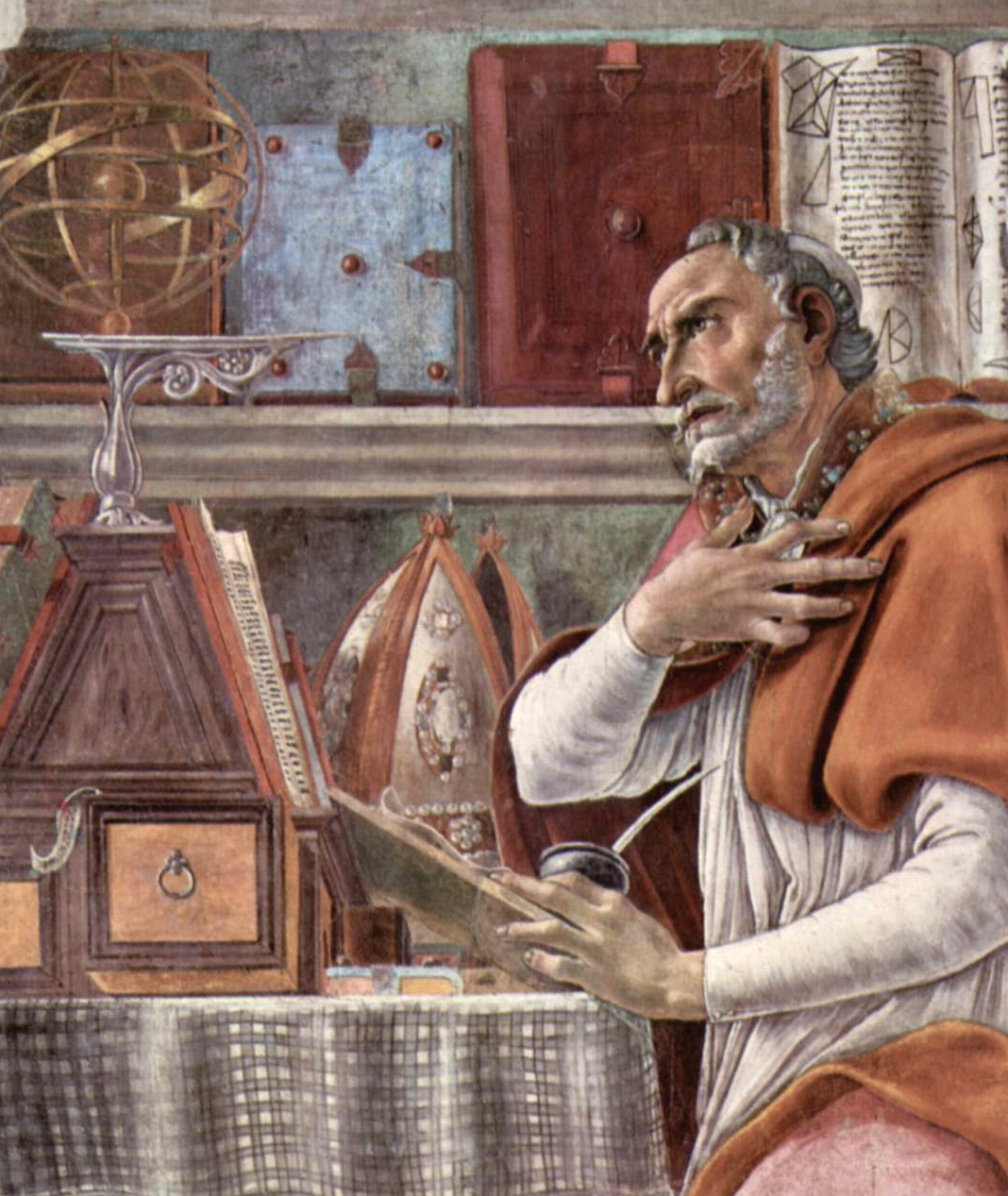
Augustin d'Hippone (Botticelli)

Les visions sont des textes religieux qui relatent le témoignage et le récit de particuliers, laïc ou clerc, qui auraient vécu une expérience sacrée. Ces dernières mettent en scène un sujet aux frontières de la mort, en train de rêver ou même décédé (qui ressuscite par la suite pour en témoigner). Les voyages dans l’au-delà seraient considérés comme le « noyau dur de la mythologie chrétienne » dès leur apparition et leur popularisation en antiquité tardive . Sources apocryphes à consonance eschatologiques, elles sont grandement influencées par la littérature apocalyptique judéo-chrétienne, comme l'apocalypse de Pierre et de Paul (du IIe et du IVe siècle respectivement). Elles sont majoritairement monopolisées par les clercs, surtout les moines, à des fins de propagande : pour partager la supériorité de la foi et pousser les gens à s'amender et à obéir au dogme. En effet, selon le théologien Gaudelet, Dieu «permettrait» à certains hommes de visiter l’au-delà et d’y observer son fonctionnement afin qu’ils puissent à leur tour instruire leurs proches sur l’importance de la foi et de la pénitence. 
D'ailleurs, ces visions corroborent aussi la nécessité des suffrages pour les morts défendu par certains pères de l'Église, comme Saint-Augustin, comme cela est observable dans certaines visions, comme celle de Perpétue  C'est aussi le cas de Gottschalk qui rencontre des gens qui souhaiteraient demander à leurs proches de prier pour eux  pour réduire leur peine. Le nombre de copies et les diverses visions préservées de cette époque témoignent de leur popularité. La vision de Gottschalk est d’autant plus intéressante, car elle présente le point de vue d’un laïc. En d’autres mots, les visions de l'au-delà portent l’empreinte des idées populaires : elles expriment les soucis et les idées que la population se fait de la mort et de l’après vie à une époque donnée. Cela est encore plus valide lorsqu’il s’agit du récit d’un membre de la paysannerie, comme c’est le cas ci-dessous. Pour continuer sur la même idée, il est aussi possible de voir un mélange de la tradition chrétienne, acquise par le peuple depuis déjà plusieurs siècles, mais aussi des éléments de la mythologie païenne. Par exemple, l’ajout d’un arbre à chaussures au début de son voyage dans l’au-delà est unique à la vision de Gottschalk et rappel une coutume germanique qui consiste à enterrer les morts avec leurs souliers pour les usages d’après-vie. 

## Résumé et analyse
Le récit de Gottschalk est morcelé en plusieurs sections distinctes, chacune exprimant un événement dont il est témoin ou bien une idée particulière. Néanmoins, la division choisit ci-dessous correspond plutôt aux thèmes centraux évoqués au fil de son aventure. La totalité du résumé, en excluant les analyses, provient de la version du texte traduite par Claude Lecouteux dans son œuvre Mondes parallèles : L’univers des croyances du Moyen Âge.   

### Introduction de l'auteur
L’auteur se charge d’écrire le récit de Gottschalk afin d’accomplir la volonté de Dieu : la vision est un miracle accordé par Dieu dans sa bonté et pour s’assurer de la fidélité des croyants et de la conversion des infidèles. Elle est accordée pour être ensuite partagée : ce que fera Gottschalk avec plusieurs membres de sa communauté. Il introduit par la suite les prémisses de l'aventure de Gottschalk, soit la maladie qui le cloua au lit et qui fit croire à tous ceux qui l’entouraient sa mort. Gottschalk lui-même est convaincu d’avoir été réellement mort dans son entrevue. L’auteur conclut en laissant la parole à Gottschalk afin qu’il raconte son voyage dans l’au-delà.

### Réveil et entrée dans l'au-delà
Il fut accueilli à son réveil par deux anges, en plus d’être rejoint par d’autres gens récemment trépassés de sa localité. D'ailleurs, tous les gens qu’il rencontre dans ce voyage proviennent de sa ville et des environs et lui sont contemporains. Cela nous renseigne sur le quotidien des paysans, plutôt simple, ainsi que sur leur compréhension et leur analyse du monde qui correspond à leur expérience limitée. Gottschalk est plutôt confus sur la façon dont il entre dans l’au-delà, jusqu’à son arrivée à un arbre plein de chaussures (un élément qui provient de la mythologie germanique, comme décrit plus haut). Cet arbre offre une paire de souliers aux justes exclusivement, afin que ceux-ci puissent éviter les supplices de la traversée de l’horrible champ d’épines. Des éléments purgatifs sont déjà présents : ceux qui ont commis des péchés, peu importe leur gravité, doivent subir plein de supplices dans le chemin qui mène au carrefour, considérée comme l'entrée «officielle». Une rivière infernale, élément souvent présent dans les récits de l’au-delà, est l’un des supplices décrits. 

### Le carrefour ternaire et le court séjour en enfer
Gottschalk, ses guides et les autres trépassés arrivent à la séparation du chemin en trois voies, symbole iconographique qui rappelle la nouvelle division ternaire de la géographie de l’au-delà. Celle du haut, où s’envolent quelques saints, correspond au ciel, plus précisément à la cité de dieu. Une voie médiane est ensuite empruntée par quelques autres. Celle-ci, selon la nouvelle organisation de l’au-delà serait le purgatoire. Gottschalk emprunte ensuite la voie des enfers. Plusieurs membres du groupes y sont assignés directement, ce qui entérine les dires de Grégoire le Grand qui affirme que les damnés vont directement en enfer après la mort. Ainsi, l’ange responsable du trépassé rend un jugement temporaire : la vision offre alors un compromis au débat sur l’état temporaire des morts avant le Jugement. Gottschalk y rencontre plein de pécheurs qui subissent des punitions expiatrices. Ces dernières, dans le feu, ont des limites de temps et une nature défini selon le péchés du particulier. Le feu cause de la souffrance comme celui de l’enfer, comme cela est admis par les théologiens depuis l’antiquité tardive, mais il assume aussi une fonction purificatrice : il «lave» les personnages de leurs péchés. Quelques pécheurs sont même libérés alors que Gottschalk s’y trouve avec ses guides. La description de ce feu et des supplices qu'il inflige encourage implicitement la perspective adoptée par cette vision dans le débat de l’esprit et de sa matérialité dans l’au-delà avant le Jugement : l’âme serait en mesure de subir les effets d’un feu matériel et donc d’en souffrir. Jusqu'alors, certains théologiens comme Tertullien, Jean Chrysostome, évêque de Constantinople, et Irénée de Lyon défendaient une vision de l'âme en tant que substance invisible, seulement rejointe par le corps au Jugement dernier et donc, qui ne pouvait pas souffrir. D’autres théologiens, comme Thomas d’Aquin prendront aussi part à ce débat ultérieurement. Finalement, on note d’ailleurs la présence d’enfants dans sa description des lieux. 

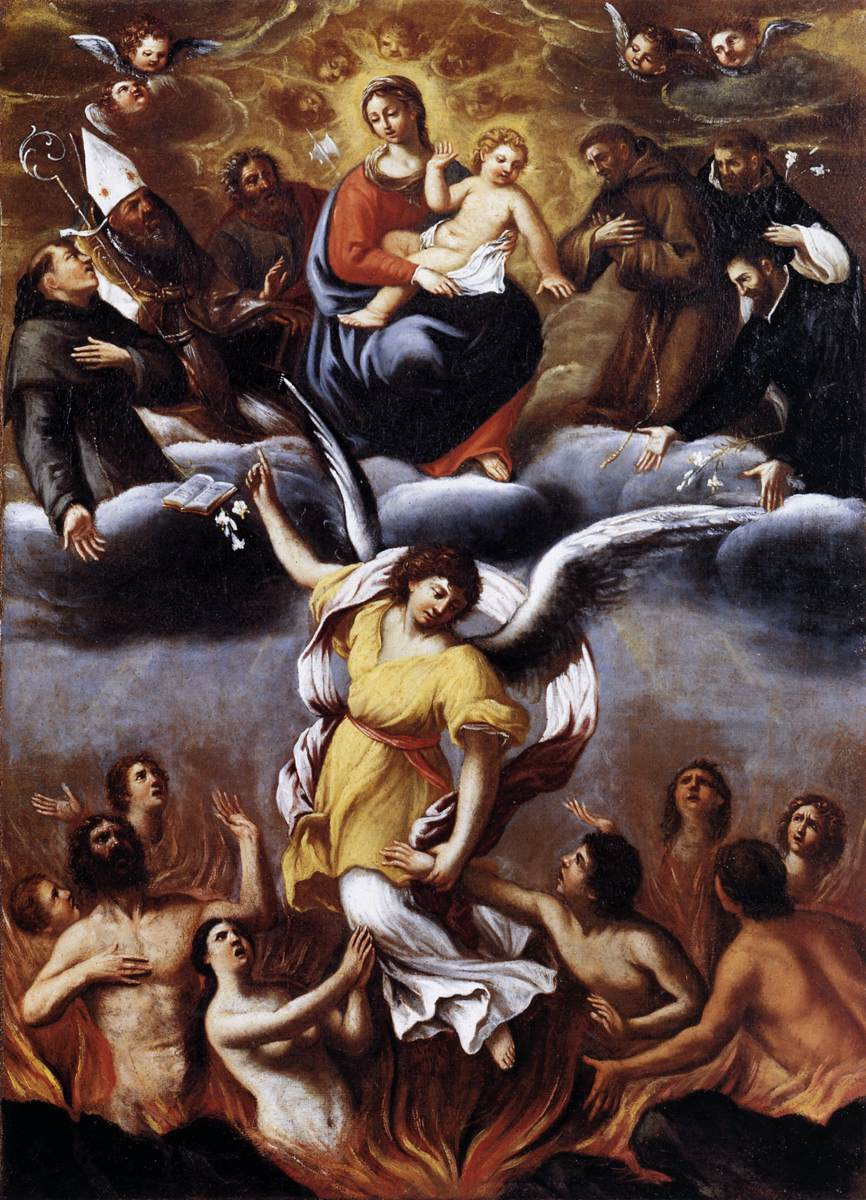
« An angel frees the soul of purgatory », Lodovico Carracci (1610).

### Lepurgatoireet le royaume céleste
Le protagoniste sort de l’enfer et emprunte la voie médiane, soit le purgatoire, comme le corrobore la médiéviste Eileen Gardiner dans son ouvrage Medieval Visions of Heaven and Hell: A Sourcebook . Il s'agit en fait de la demeure temporaire des justes et des plus ou moins justes alors en attente du Jugement dernier, qui leur permettra d'accéder au paradis céleste. Ces derniers se languissent et manifestent publiquement et même parfois collectivement, comme dans la vision de Gottschalk, leur tristesse d'être exclus de la cité de dieu et leur impatience de s'y rendre finalement. Quoi que l'on y retrouve les notions d'attente, de rédemption et de pénitence, le feu purgatif, jusqu'alors associé au purgatoire, y est absent et se retrouve plutôt en enfer. Des éléments semblables concernant le purgatoire sont présents dans la vision de Drythelm, reprise par Bède le Vénérable dans son œuvre, bien que le concept ne s'officialise qu'au XIIe siècle, soit à l'époque de la vision de Gottschalk. Les demeures du purgatoire, plutôt vu comme une antichambre, ont déjà un ou plusieurs occupants désignés. Ainsi, cette vision admettrait la thèse de la prédestination.  
Gottschalk a ensuite une vision éphémère de la cité de dieu, symbolisée par un grand oratoire surplombé de Saint Jean l’Évangéliste. Il décrit brièvement apercevoir «le saint des saints» et une lumière d’une beauté et d'une force qu’il ne peut décrire en tant que simple mortel. Olivier Boulnois associe cet épisode à une théophanie, soit la manifestation visible de Dieu. Ainsi, la vision de Gottschalk laisse entrevoir que la vision corporelle et même spirituelle (tous les sens de Gottschalk sont affectés et emplis du superbe de sa vision) de Dieu est possible. Cette idée avait préalablement été refusée par Jean Scot et Loup de Ferrières, deux clercs du IXe siècle, qui refusent de croire qu’il soit visible par les yeux de mortels et même par les sens. Selon eux, Dieu ne serait pas visible, pas intelligible, une forme au-delà du matériel et donc de la pensée et de la compréhension humaine. 

### Retour sur terre et conclusion de l'auteur
À la suite de son retour à la plus grande surprise de tous, Gottschalk éprouve de la difficulté à se réadapter à la vie sur terre et à se remettre de son expérience. Gottschalk dit aussi ne se rappeler que d’une infime partie de ses souvenirs en plus d'être mélangé. Il conserve toutefois des blessures physiques de son aventure, ce qui attise beaucoup de controverses et relance le débat sur la corporéité dans l'au-delà et l'âme : cette dernière peut-elle souffrir physiquement si elle n'est qu'un esprit, ou bien représente-t-elle une entité physique. Encore plus, comment les dommages qu'elle subit pourraient-ils apparaître sur le corps alors qu’ils sont séparés. Le lien entre le corps et l’âme est remis en question. Selon l'auteur, l'expérience de ce laïc et simple paysan du nord du Saint Empire prouve que la parole divine s'adresse également aux plus simples. Finalement, l'auteur ordonne au lecteur de croire aux dires présentés. Leur authenticité serait assurée par la longue tradition des visions, alors garante de la véracité des expériences dans l'au-delà.

#### Ouvrages
- Olivier Boulnois, Au-delà de l’image ; une archéologie du visuel au Moyen Âge (Ve – XVIe siècle), Paris, Éditions du Seuil, coll. « Des travaux », 2008, 489 p.
- Claude Carozzi, Le médiéviste devant ses sources : questions et méthodes, Aix-en-Provence, Publications de l’Université de Provence, 2004, 314 p.
- Eileen Gardiner, Medieval Visions of Heaven and Hell: A Sourcebook, Londres, Routledge, coll. « Garland Library of Medieval Literature », 1993, 241 p.
- Bruno Gaudelet, Herméneutiques des discours chrétiens sur la mort et l’au-delà : de l’Antiquité à la modernité, Perpignan, Presses universitaires de Perpignan, coll. « Études », 2009, 501 p.
- Claude Lecouteux, « La vision de Godescalc », Mondes parallèles : L’univers des croyances du Moyen Âge, Paris, Éditions Honoré Champion, 1994, p. 65-85.
- Jacques Le Goff, La naissance du purgatoire, Paris, Éditions Gallimard, 1981, 509 p.
- Michel Parisse, Allemagne et Empire au Moyen Âge, Paris, Hachette Éducation, coll. « carré histoire », numéro 57, 2008, 335 p.

#### Articles
- Peter Dinzelbacher, « La littérature des révélations au Moyen Age : un document historique », Revue historique, vol. 275, numéro 2, 1968, pp. 289-305.
- Aaron Gurevich et Ann Shukman, « Oral and Written culture of the middle ages : two peasant visions of the late twelfth-early thirteenth centuries », New Literary History, vol. 16, numéro 1, 1984, pp. 51-66.